# Американская ясеневая тля
Американская ясеневая тля (лат. Prociphilus fraxinifolii) — инвазивный вид тлей рода Prociphilus из подсемейства Eriosomatinae (или Pemphiginae). Опасный вредитель пенсильванского ясеня.

## Распространение
Основная область обитания Северная Америка: США, Канада и Мексика. В 2000-х годах завезены в Европу вместе с кормовым растением (пенсильванским ясенем, хотя он был завезён в Старый Свет ещё в XVIII веке). В 2003 году их нашли в Венгрии. Ранее также были отмечены в Южной Америке (Чили, 1977) и Южной Африке (в 1958). Также зафиксированы в Восточной Азии (Китай).
В 2005 году впервые обнаружены в Ужгороде (Закарпатская область, Украина), в 2012 году — в Киеве, в 2015 — в Донецке.
В 2010-х годах завезён в Россию: Ростовская (2016 год), Воронежская, Смоленская области, Москва.
Также обнаружены в таких странах, как Сербия (2007), Болгария (2009), Испания (2012), Великобритания (2011), Польша (2016) и Казахстан (Kadyrbekov 2017). В 2015 году впервые обнаружены на европейском нативной виде Fraxinus excelsior в четырёх локалитетах Польши (Halaj & Osiadacz 2017).

## Описание
Мелкие насекомые, длина около 2 мм: от 1,4 до 2,8 мм. Основная окраска тела желтовато-зелёная. Узкий олигофаг. Поражает молодые побеги и поросль североамериканского пенсильванского ясеня Fraxinus pennsylvanica, а также других видов рода Fraxinus: F. nigra, F. quadrangulata, F. sambucifolia, F. uhdei, F. velutina. Высасывает соки из листьев, приводя их к скручиванию.
Колонии этих мирмекофильных тлей посещают муравьи. Диплоидный набор хромосом 2n=20 (Robinson & Chen 1969) или 2n=22 (Blackman & Eastop 1994).

## Классификация
Вид был впервые описан в 1879 году американским энтомологом Чарлзом Валентайном Райли (Charles Valentine Riley, 1843—1895) под названием Pemphigus fraxinifolii. Включён в состав монотипического подрода Meliarhizophagus.